# Warlitz
Warlitz település Németországban, Mecklenburg-Elő-Pomeránia tartományban. Lakosainak száma 468 fő (2023. december 31.).

## Népesség
A település népességének változása:
| Lakosok száma | 427  | 432  | 452  | 459  | 468  |
|               | 2017 | 2019 | 2021 | 2022 | 2023 |